# Infond Open 2013
L'Infond Open 2013 è stato un torneo di tennis facente parte della categoria ITF Women's Circuit nell'ambito dell'ITF Women's Circuit 2013. Il torneo si è giocato a Maribor in Slovenia dal 27 maggio al 2 giugno 2013 su campi in terra rossa e aveva un montepremi di $25,000.

## Vincitrici

### Singolare
Polona Hercog ha battuto in finale  Ana Konjuh con il punteggio di 3–6, 6–3, 6–3

### Doppio
Paula Kania /  Magda Linette hanno battuto in finale  Mailen Auroux /  María Irigoyen con il punteggio di 6–3, 6–0